# Jakob Beinhart

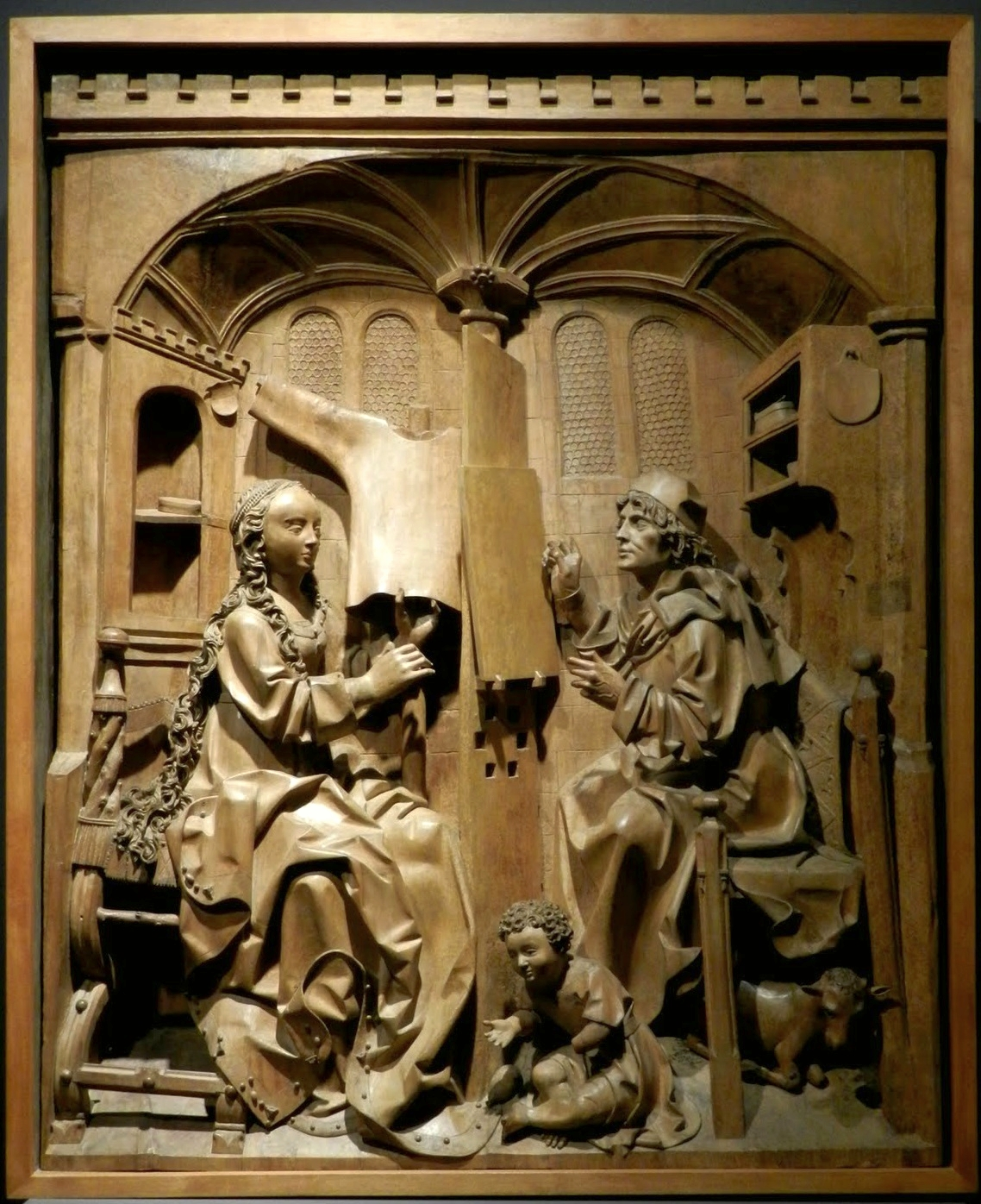
Der Evangelist Lukas, der die im Gehäuse sitzende Maria am Spinnrocken malt Nationalmuseum Warschau

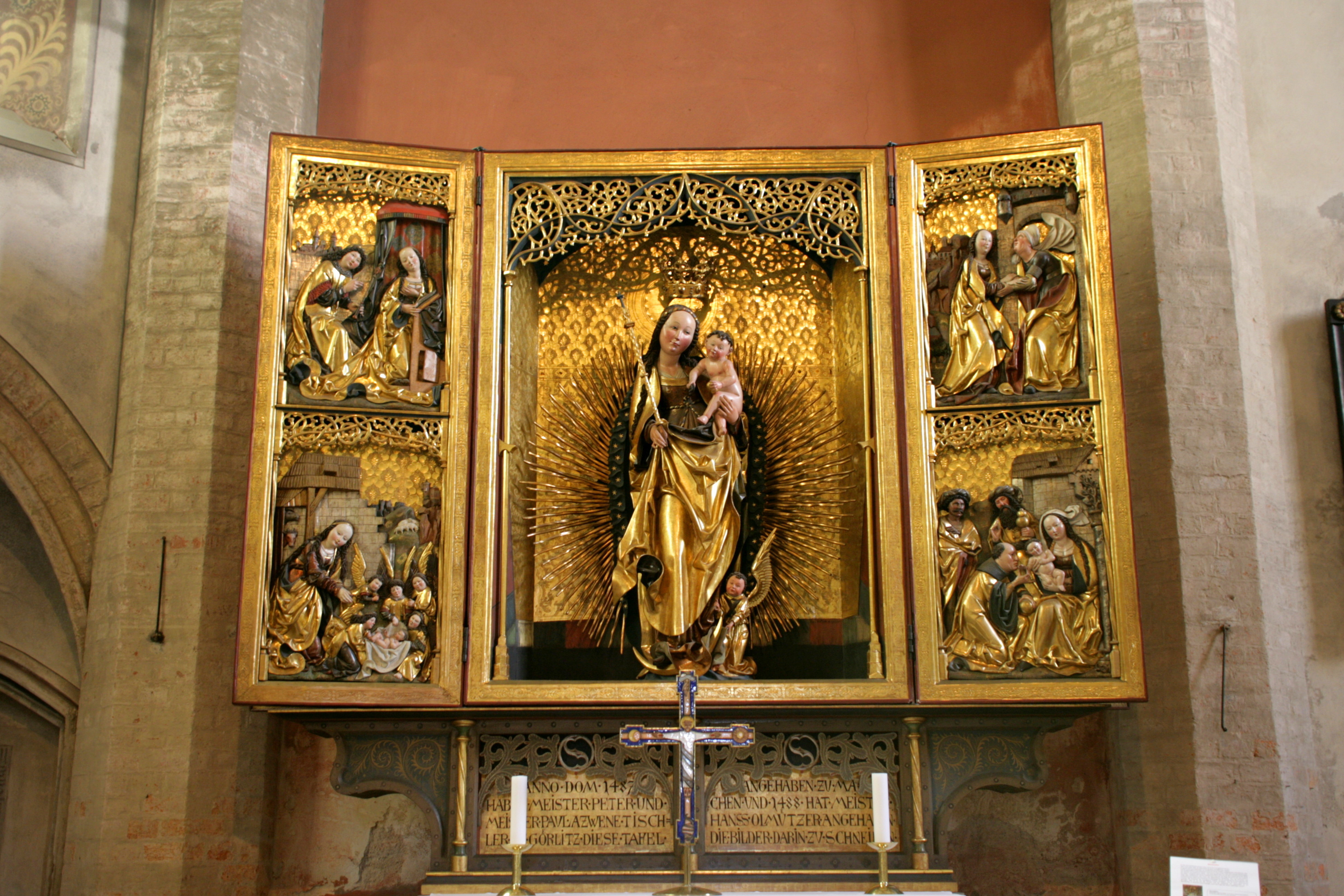
Madonnenaltar in der Dreifaltigkeitskirche (Görlitz)

Jakob Beinhart (auch Jakob Beynhard, Beynhardt, Peynhart, * um 1460 in Geislingen an der Steige im späteren Schwäbischen Reichskreis; † um 1525 in Breslau, Fürstentum Breslau) war ein Maler und Bildhauer.

## Leben
Jakob Beinhart erhielt am 14. Februar 1483 das Breslauer Bürgerrecht. Im darauffolgenden Jahr wurde er in das Verzeichnis der Meister der Maler- und Bildhauergilde eingetragen und mehrmals zum Ältesten der Gilde gewählt. Er war Inhaber mehrerer Breslauer Liegenschaften. Sein Sohn Christoph, ebenfalls Bildhauer, führte seit 1521 seine eigene Werkstatt. Dieser verstarb um 1546.
Jakob Beinhart bildete in seiner Werkstatt viele Lehrlinge aus, darunter seine Cousins Antonius (1498), Caspar (1505) und Hans (1506). Er bekam sehr viele Aufträge, was der künstlerischen und handwerklichen Qualität seiner Werke schadete.
Sein einziges eigenhändig erstelltes Werk ist die in Sandstein gemeißelte Figur der Maria mit dem Jesuskind an der nördlichen Seite der Sakristei der Breslauer Magdalenenkirche. Auf der Sockelplatte trägt sie die Inschrift: „Jacob 1499 Beynhart“.
In seiner Werkstatt entstanden zahlreiche Altarskulpturen für Kirchen Schlesiens, u. a. in Münsterberg in Schlesien, das Altarretabel des Lukasaltars in der Breslauer Magdalenenkirche, der Flügelaltar der Maria mit Jesuskind (ehemals in der Katharinenkirche  Góra, jetzt im Posener Dom), der Flügelaltar in der Kreuzkirche in Steinau an der Oder (jetzt in der Zisterzienserkirche in Mogiła bei Krakau), der Flügelaltar der Krönung Mariens in der Kirche in Thiemendorf sowie der Altar der Goldenen Madonna in der ehemaligen Franziskanerkirche in Görlitz (um 1510).